# Алекс Броске
Алекс Џејсон Броске (енгл. Alex Jason Brosque; 12. октобар 1983) бивши је аустралијски фудбалер. Примарно је играо на позицији нападача, али је играо и у везном реду.
Његови родитељи су пореклом из Уругваја.

## Репрезентација
За репрезентацију Аустралије дебитовао је 2004. године. За национални тим одиграо је 21 утакмицу и постигао 5 голова.

## Статистика
| Аустралија | Аустралија | Аустралија |
| Год.       | Ута.       | Гол.       |
| ---------- | ---------- | ---------- |
| 2004       | 3          | 0          |
| 2006       | 1          | 0          |
| 2010       | 1          | 0          |
| 2011       | 5          | 3          |
| 2012       | 9          | 2          |
| 2013       | 2          | 0          |
| Укупно     | 21         | 5          |